# Re d'armi della Giarrettiera
Quello di Re d'armi della Giarrettiera (in inglese: Garter Principal King of Arms, detto anche Garter King of Arms o semplicemente Garter) è un incarico dell'araldica britannica che esiste dal 1415.

## Ruolo
Il Garter è responsabile presso il conte maresciallo dell'andamento del College of Arms (il collegio araldico competente per l'Inghilterra, il Galles e l'Irlanda dal Nord). Egli precede il sovrano nelle cerimonie araldiche ed ha specifiche responsabilità in Inghilterra, Galles, Irlanda del Nord e in tutti gli stati del Commonwealth ad eccezione del Canada. Egli è anche re d'arme dell'Ordine della Giarrettiera ed il suo sigillo appare come garanzia su molti collegi nazionali.

## Storia
L'incarico deve il suo nome all'Ordine della Giarrettiera. Enrico V d'Inghilterra istituì l'ufficio del Garter nel 1415 poco prima di partire alla volta della Francia, con l'intento di renderne la guida per tutti gli altri araldi. Egli doveva dar modo di dimostrare di avere distinte capacità, un parente nell'Ordine della Giarrettiera, e di essere già a capo di qualche altro collegio degli araldi, venendo sottoposto solo al conte maresciallo.
Egli aveva il potere di nominare degli araldi per la propria deputazione: doveva essere un gentiluomo inglese nativo dell'Inghilterra. Per accedervi era necessario avere almeno il titolo di cavaliere e per questo dall'epoca di Enrico VII molti ottennero la nobilitazione o perlomeno l'inserimento in un ordine cavalleresco. L'incarico consentiva inoltre di correggere privilegi, errori o usurpazioni in tutti gli armoriali inglesi, o presentare alla Camera dei Lords la genealogia ufficiale di ogni nuovo pari che vi veniva ammesso.
Lo stemma di questo incarico è secondo le fonti ufficiali: D'argento alla croce di rosso, al capo d'azzurro con una corona d'oro centrale racchiusa in una giarrettiera e affiancata a destra da un giglio ed a sinistra da un leone passante guardante del medesimo colore.

## Detentori dell'incarico
- 1415–1450 William Bruges
- 1450–1478 John Smert
- 1478–1504 John Writhe
- 1505–1534 Sir Thomas Wriothesley
- 1534–1536 Sir Thomas Wall
- 1536–1550 Sir Christopher Barker
- 1550–1584 Sir Gilbert Dethick
- 1584–1586 Vacante
- 1586–1606 Sir William Dethick
- 1607–1633 Sir William Segar
- 1633–1643 Sir John Borough
- 1643–1644 Sir Henry St George
- 1643–1660 Sir Edward Bysshe
- 1645–1677 Sir Edward Walker
- 1677–1686 Sir William Dugdale
- 1686–1703 Sir Thomas St George
- 1703–1715 Sir Henry St George
- 1715–1718 Disputato
- 1718–1744 John Anstis
- 1744–1754 John Anstis, il giovane
- 1754–1773 Stephen Leake
- 1773–1774 Sir Charles Townley
- 1774–1780 Thomas Browne
- 1780–1784 Ralph Bigland
- 1784–1822 Sir Isaac Heard
- 1822–1831 Sir George Nayler

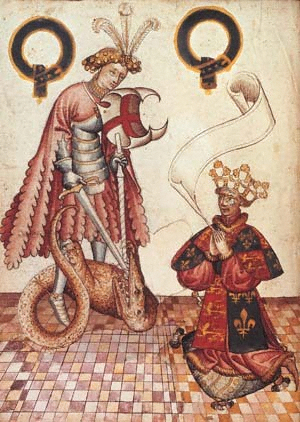
Manoscritto miniato del 1430 circa che illustra William Bruges, il primo re d'armi della Giarrettiera, inginocchiato di fronte a San Giorgio.

- 1831–1838 Sir Ralph Bigland, the Younger
- 1838–1842 Sir William Woods
- 1842–1869 Sir Charles Young
- 1869–1904 Sir Albert Woods
- 1904–1918 Sir Alfred Scott-Gatty
- 1919–1930 Sir Henry Burke
- 1930–1944 Sir Gerald Wollaston
- 1944–1950 Sir Algar Howard
- 1950–1961 The Hon. Sir George Bellew
- 1961–1978 Sir Anthony Wagner
- 1978–1992 Sir Alexander Cole
- 1992–1995 Sir Conrad Swan
- 1995–2010 Sir Peter Gwynn-Jones
- 2010–2021 Thomas Woodcock
- 2021–oggi David Vines White